# Paul Temple und die Affaire Gregory
Paul Temple und die Affaire Gregory ist ein zehnteiliges Hörspiel aus der Paul-Temple-Reihe von Francis Durbridge und das erste, das in der Bundesrepublik Deutschland produziert wurde. Es gilt als verschollen.

## Handlung
Sir Graham Forbes bittet Paul Temple, den bekannten Privatdetektiv und Schriftsteller, um Hilfe bei einem Fall, in dem Scotland Yard nicht weiterkommt: Vor fünf Wochen verschwand Barbara Willis, eine junge Frau. Niemand kann sich erklären, wie es dazu kam. Drei Wochen später fanden die beiden Männer Bill Harcourt – ein Fischer – und Peter Davos – ein junger Norweger – ihre Leiche in einem kleinen Dorf an der Küste namens Seaburn. Bereits zwei Tage nach Barbaras Verschwinden erhielt ihr Freund Edward Day eine kleine Diamantenbrosche zugesandt. Diese gehörte Barbara und sie trug sie an jenem Abend, an dem sie verschwand. An der Brosche heftete ein kleiner Zettel, darauf stand: „Mit den besten Empfehlungen von Mr. Gregory“. Niemand kennt diesen Unbekannten.
Nicht genug damit, verschwand bald ein weiteres junges Mädchen, Mildred Dawson. Sie fuhr mit dem Zug zu ihrer Tante, kam aber nie bei ihr an. Ihr Vater erhält wenig später ihr Armband per Post zugesandt, erneut mit einer Karte, auf der „Mit den besten Empfehlungen von Mr. Gregory“ steht.
Noch ehe Paul Temple sich richtig entscheiden kann, ob er in der Affaire Gregory ermitteln soll, überschlagen sich die Ereignisse. Als er und seine Ehefrau Steve abends von einem Kinobesuch nach Hause kommen, finden sie eine ermordete Polizeibeamtin in der Garage. Diener Charlie weiß zu berichten, dass ein Mann namens Gregory anrief und sich bestens empfiehlt.
Temple übernimmt den Fall. Bald kommt es zu einem mysteriösen Autounfall der Temples, im Zuge dessen sie auch eine Ärztin namens Kay Wiseman kennenlernen. Diese wiederum berichtet eine seltsame Geschichte. Zwei junge Frauen tauchten bei ihr auf und stellten sich unter dem Namen der ermordeten Mädchen vor.
Alles wird immer verworrener, es gibt jede Menge Verdächtige, einen weiteren Anschlag auf Steve und eine Spur, die in ein ominöses Nachtlokal namens „Madrid“ führt. Dorthin bestellt Paul Temple auch alle, die „Mr. Gregory“ sein könnten, um in der finalen Szene aus den zahlreichen Verdächtigen auch für Scotland Yard überraschend den eigentlichen Täter herausfiltert.

## Entstehung & Veröffentlichungen
| #  | Titel                                       | Sendedatum    |
| -- | ------------------------------------------- | ------------- |
| 1  | Mit den besten Empfehlungen von Mr. Gregory | 7. Nov. 1949  |
| 2  | Sir Donald Murdo wird vorgestellt ...       | 14. Nov. 1949 |
| 3  | Im "Madrid"                                 | 21. Nov. 1949 |
| 4  | Das Alibi von Mr. Davos                     | 28. Nov. 1949 |
| 5  | Virginia van Cleeve                         | 5. Dez. 1949  |
| 6  | Betrifft Mr. Zola                           | 12. Dez. 1949 |
| 7  | Eine Frau hat eine Idee                     | 19. Dez. 1949 |
| 8  | Neues von Mr. Gregory                       | 26. Dez. 1949 |
| 9  | Millegate Steps                             | 2. Jan. 1950  |
| 10 | Mr. Gregory wird vorgestellt                | 9. Jan. 1950  |

Durbridge schrieb das Original Paul Temple and the Gregory Affair 1946. Die BBC strahlte die Reihe ab Oktober dieses Jahres aus. Das Ehepaar Temple wurde hier von Kim Peacock und Marjorie Westbury gesprochen. In Großbritannien war es bereits der siebente Fall für Temple. Durbridge und die BBC lizenzierten den Stoff ins Ausland, so gibt es insgesamt 11 Versionen dieses Stoffes, unter anderem auch eine niederländische, eine hebräische, eine italienische, eine französische, eine dänische, eine norwegische und eine schwedische.
Dieses Hörspiel war das erste in Deutschland produzierte Paul-Temple-Abenteuer und zugleich auch die längste Temple-Serie. Die Hörspielproduktion von 1949/50 wurde Folge für Folge live ausgestrahlt, weshalb es auch zwei Regisseure gab: Eduard Hermann, der die ungeraden Folgen inszenierte, und Fritz Schröder-Jahn, der die gerade Folgen in Szene setzte.
Die richtige Schreibung des Titels ('Affaire' statt 'Affäre') wird durch das überlebende deutsche Originalmanuskript belegt. Die deutsche Übersetzung fertigte Hildegard Semmelroth an, für Ton und Technik war Wilhelm Hagelberg zuständig und am Klavier war Siegfried Franz zu hören.
Da das BBC-Original wie das deutsche verschollen ist, produzierte die BBC 2013 ein Remake. Der WDR strahlte 2014 ein gekürztes und um komische Erläuterungsszenen erweitertes deutsches Remake unter dem Titel Paul Temple und der Fall Gregory aus, in dem Bastian Pastewka die Titelrolle sprach.
Francis Durbridge wertete die Geschichte auch als Roman aus: Design for Murder erschien 1951 und 1962 unter dem deutschen Titel Mr. Rossiter empfiehlt sich. Darin ändert Durbridge sämtliche Figurennamen. Doch zuvor erschien bereits in der Bild und Funk ein 13-teiliger Fortsetzungsroman unter dem Titel Schöne Grüße von Mister Brix, der wiederum alle Figurennamen ändert, aber den Gregory-Fall fast szenengleich nacherzählt. Dieser Roman erschien 2022 erstmals als deutsches Buch. Es beinhaltet zwei umfangreiche Abhandlungen über den Fall Gregory, dessen literarische Varianten, dessen Besonderheiten und dessen verschiedene Hörspielversionen.

## Weiterführende Informationen
Literatur
- Francis Durbridge: Schöne Grüße von Mister Brix, Williams & Whiting, Hurstpierpoint, Erstausgabe, 2022, 260 Seiten, ISBN 978-1-912582-76-1
- Pagitz, Georg: "Gregory – Rossiter – Brix: Drei Namen, ein und derselbe Fall" in Durbridge, Francis: Schöne Grüße von Mister Brix, Williams & Whiting, Hurstpierpoint, 2022, Seiten 7–11, ISBN 978-1-912582-76-1
- Pagitz, Georg: "Der vielsprachige Mister Gregory" in Durbridge, Francis: Schöne Grüße von Mister Brix, Williams & Whiting, Hurstpierpoint, 2022, Seiten 235–251, ISBN 978-1-912582-76-1

Weblinks
- Francis Durbridge Homepage: Paul Temple und die Affaire Gregory
- Francis Durbridge Homepage: Paul Temple and the Gregory Affair

Belege
1. ↑  Pagitz, Georg: "Gregory - Rossiter - Brix: Drei Namen, ein und derselbe Fall" in Durbridge, Francis: Schöne Grüße von Mister Brix, Williams & Whiting, Hurstpierpoint, 2022, Seite 9, ISBN 978-1-912582-76-1
2. ↑  http://krimiserien.heimat.eu/durbridge/hs-paul-temple-und-die-affaere-gregory.htm
3. ↑  Pagitz, Georg: "Der vielsprachige Mr. Gregory" in: Durbridge, Francis: Schöne Grüße von Mister Brix, Williams & Whiting, Hurstpierpoint, 2022, Seiten 240–242
4. ↑  http://krimiserien.heimat.eu/durbridge/hs-paul-temple-und-die-affaere-gregory.htm
5. ↑  Pagitz, Georg: "Der vielsprachige Mr. Gregory" in: Durbridge, Francis: Schöne Grüße von Mister Brix, Williams & Whiting, Hurstpierpoint, 2022, Seite 236
6. ↑  Pagitz, Georg: "Der vielsprachige Mr. Gregory" in: Durbridge, Francis: Schöne Grüße von Mister Brix, Williams & Whiting, Hurstpierpoint, 2022, Seite 243
7. ↑  Pagitz, Georg: "Der vielsprachige Mr. Gregory" in: Durbridge, Francis: Schöne Grüße von Mister Brix, Williams & Whiting, Hurstpierpoint, 2022, Seite 240
8. ↑  Pagitz, Georg: "Gregory - Rossiter - Brix: Drei Namen, ein und derselbe Fall" in Durbridge, Francis: Schöne Grüße von Mister Brix, Williams & Whiting, Hurstpierpoint, 2022, Seite 7–9, ISBN 978-1-912582-76-1
9. ↑  Durbridge, Francis: Schöne Grüße von Mister Brix - basierend auf Paul Temple und die Affaire Gregory, Williams & Whiting, Hurstpierpoint, 2022, ISBN 978-1-912582-76-1